# Rogoza
Rogoza – wieś w Słowenii, w gminie Hoče-Slivnica. W 2018 roku liczyła 1683 mieszkańców.